# Fjällvattnet
Fjällvattnet är en stugby med självhushåll i Funäsdalsfjällen. Den ligger isolerat i vildmarken på en halvö vid sjön Vattnan. Fjällvattnet ligger två mil sydväst om Tännäs, gränsande till Rogens naturreservat.